# 梗概维基百科
抽象维基百科（英語：Abstract Wikipedia）是維基媒體基金會推出的一個項目，該項目能讓人們使用Wikifunctions的结构化数据就能创建、維護与具體语言无关的维基百科內容。 
2020年4月，维基数据的联合创始人丹尼·弗朗德西奇首先構思出Abstract Wikipedia的雛形，之後於2020年5月正式提出這一項目，2020年7月，维基媒体基金会董事会批准了Abstract Wikipedia這一項目。  2021年3月，丹尼·弗朗德西奇在计算机科学期刊ACM通讯中詳細闡明Abstract Wikipedia的運作機制。

## 外部鏈接
- 官方网站